# Sista föreställningen
Sista föreställningen är ett musikalbum från 1983 av den svenska sångerskan/låtskrivaren Py Bäckman och Raj Montana Band, producerat av Mats Ronander. Albumet innebar det stora genombrottet för Py till en större publik. Bl.a. innehåller skivan hiten "Jag Lever".

## Låtförteckning
| Nr | Titel                   | Låtskrivare                  | Längd |
| -- | ----------------------- | ---------------------------- | ----- |
| 1. | "Flyg iväg"             | Py Bäckman, Dan Hylander     | 4:00  |
| 2. | "Jag lever"             | Py Bäckman                   | 3:06  |
| 3. | "Den långa sömnen"      | Py Bäckman                   | 5:24  |
| 4. | "Så dum"                | Sweet, Edwards, Dan Hylander | 2:41  |
| 5. | "Hellre ogräs"          | Py Bäckman                   | 4:35  |
| 6. | "Kristall"              | Py Bäckman                   | 4:45  |
| 7. | "Till en vän?"          | Py Bäckman                   | 4:31  |
| 8. | "Doctor, Doctor"        | Py Bäckman                   | 4:32  |
| 9. | "Sista föreställningen" | Py Bäckman                   | 6:15  |

### Medverkande musiker
- Trummor – Pelle Alsing
- Bas – Ola Johansson
- Gitarr – David Carlson
- Hammond – Hasse Olsson
- Keyboards – Clarence Öfwerman
- Idéer – Dan Hylander

Övriga medverkande:
- Berit Andersson
- Anders Glenmark
- Emily Gray
- Diana Nunez
- Liza Öhman
- Mats Ronander
- Åke Sundquist

## Listplaceringar
| Lista (1983-1984) | Topplacering |
| ----------------- | ------------ |
| Sverige           | 4            |